# Sombrerit
Sombrerit war ein erdgeschichtlich jung gebildeter, an Korallen reicher Kalkstein, der durch Sickerwasser und dem überlagernden Guano teilweise metamorphosiert wurde und neben kohlensaurem Kalk und Lehm 75 bis 90 Prozent phosphorsauren Kalk (Calciumphosphat) enthielt. Die Substanz wurde als dicht und hornartig bei einem spezifischen Gewicht von 2,52 beschrieben. Als Farbe gab man Spielarten von weiß bis rotgrau an.
Er fand sich auf der Insel Sombrero bei den Kleinen Antillen zwischen den Jungferninseln und Anguilla. Da er sich leicht pulverisieren ließ, beuteten amerikanisch Firmen von 1856 bis 1890 die Vorkommen aus und brachten den Sombrerit als Dünger in den Handel, um damit die Landwirtschaft in den verwüsteten Südstaaten zu beleben. Dadurch schien das Vorkommen rasch erschöpft worden zu sein. Sombrerit war somit das am schnellsten ausgebeutete Guanophosphat.